# Адем Хоџа
Адем Хоџа (Рестелица, 1968) горански, српски и косовски је политичар. Председник је општине Гора са седиштем у Враништу, која функционише по законима Републике Србије и посланик је у Скупштини Косова. Члан је Јединствене горанске партије.
Довођен је у више наврата у различите спекулативне радње, као и оптужен за покушај силовања, за шта му је одређен и притвор од 30 дана. Његово несхватљиво деловање изазивало је честе побуне код Горанаца лојалних Србији, а чији је представник. У више наврата су поједини интелектуалци и грађани Горе тражили од Владе Србије да буде смењен, али то није учињено. Председници Влада Александар Вучић, а касније и Ана Брнабић су се о молбама оглушили. Њихове сумње у искреност председника привременог органа општине Гора којег именује Влада, су се обистиниле када је гласао за демаркацију Косова и Црне Горе.
Постоје тврдње да је по налогу Српске листе гласао за демаркацију. Српска листа је својим присуством у општини Гора за Ђурђевдан, недвосмислено дала подршку Горанцима, као и свом члану Адему Хоџи.